# Birthright Armenia
Birthright Armenia (arménsky Դեպի Հայք) je mezinárodní nezisková organizace, organizující dobrovolné pracovní a poznávací pobyty mladých lidí s arménskými kořeny v Arménii. Byla založena v roce 2003 americkou Arménkou Edele Hovnanian. Organizace je financována arménskou diasporou. Programu se mohou účastnit osoby ve věku 20 až 32 let, jejichž alespoň jeden z prarodičů je Armén.